# Poplave in blatni plazovi v Braziliji (2020)
Med 17. in 29. januarjem 2020 so močne nevihte v Braziliji v jugovzhodni regiji v zveznih državah Minas Gerais, Espírito Santo in Rio de Janeiro povzročile obsežne poplave in zemeljske plazove. Nevihte so bile povezane s subtropsko nevihto Kurumí.
Glavno mesto zvezne države Minas Gerais, Belo Horizonte, je poročalo o največji količini padavin v zadnjih 110 letih. Do 30. januarja 2020 je umrlo najmanj 70 ljudi, 18 pa jih še vedno pogrešajo, po ocenah pa je bilo razseljenih od 30.000 do 46.500 ljudi. Poplave so sovpadale s prvo obletnico nesreče jezu Brumadinho leta 2019, v kateri je umrlo 270 ljudi.

## Poplave
Obilne padavine so se začele 17. januarja 2020 in so na JV Brazilije povzročile nenadne poplave in zemeljske plazove, ki so poplavile številne hiše in soseske. O teh so poročali predvsem v zveznih državah Minas Gerais, Espírito Santo in Rio de Janeiro. Do 27. januarja 2020 je dež večinoma ponehal, vendar naj bi se nadaljeval ves teden. V zvezni državi Minas Gerais so zaradi močnega dežja in posledičnih poplav evakuirali več kot 15.000 ljudi. 10.000 ljudi je bilo evakuiranih v Espiritu Santu, 6.000 ljudi pa še v zvezni državi Rio de Janeiro. V Belo Horizonteju je v 24-urnem obdobju med 23. in 24. januarjem padlo 171 mm padavin; to je bilo največ padavin v 110 letih. 29. januarja so v mestu poročali o poplavah, ki so povzročile zrušitev strehe nakupovalnega središča.
V podeželskih delih zvezne države Minas Gerais so poročali o več podrtih mostovih in poškodovanih cestah. Več kot 100 mest v treh zveznih državah je razglasilo izredne razmere. Brazilski predsednik Jair Bolsonaro je napovedal napotitev brazilskih oboroženih sil v prizadete regije. Guverner Minas Geraisa Romeu Zema je izjavil, da so bila najbolj prizadeta območja, kjer ljudje živijo v neformalnih in negotovih stanovanjih. Brazilska federalna vlada je za pomoč prizadetim regijam namenila 20 milijonov ameriških dolarjev, medtem ko je vlada zvezne države Minas Gerais odobrila do 80 milijonov ameriških dolarjev. Združeni narodi so brazilski vladi ponudili svojo pomoč in podporo. Predsednik Bolsonaro je prizadete dele Minas Geraisa obiskal 30. januarja. Velika kavna polja v Minas Geraisu po poročanju kmetov povečini niso bila prizadeta. Brazilija je sicer največja proizvajalka kave na svetu. Mesto Sabará, ki je bilo močno prizadeto zaradi poplav, je vzpostavilo točke za cepljenje proti hepatitisu A in tetanusu.
Obilne padavine so se nadaljevale v februarju in se razširile proti delom sosednjega Paragvaja. Največja poplavna ogroženost je pretila južnim regijam brazilskih zveznih držav Paraná, São Paulo in Mato Grosso do Sul.